# 海恩斯山脈
海恩斯山脈（英語：Haines Mountains）是南極洲的山脈，位於瑪麗伯德地，屬於哈蒙德冰川的一部分，全長約40公里，該山脈在1934年由美國探險隊發現，以氣象學家命名。
77°34′S 146°20′W / 77.567°S 146.333°W